# Wilhelm Friedrich Gmelin
Wilhelm Friedrich Gmelin (* 26. November 1760 in Badenweiler; † 22. September 1820 in Rom) war ein deutscher Zeichner, Kupferstecher und Radierer.

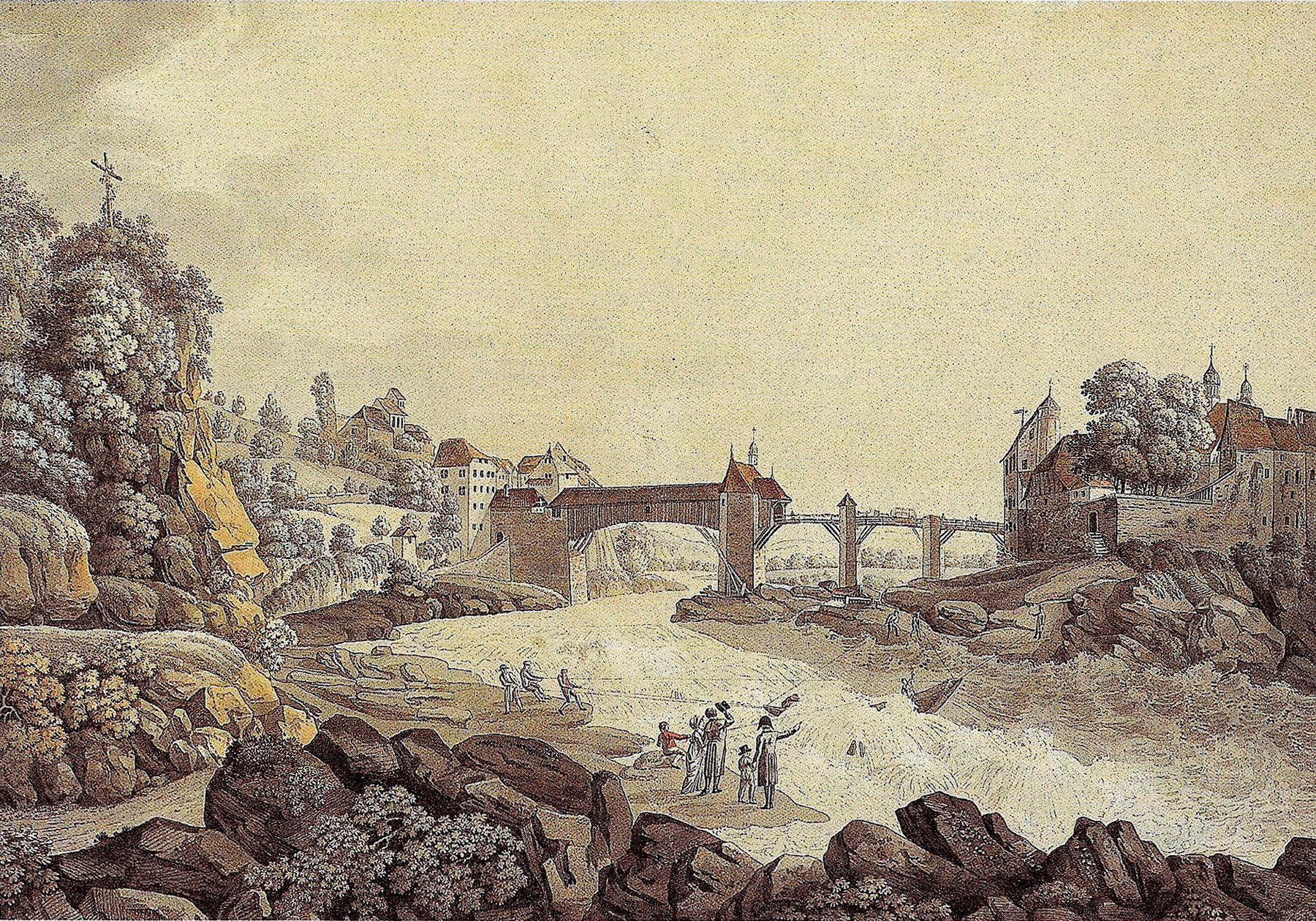
Gmelin Laufenburg 1785

## Leben
Ersten Unterricht erhielt Gmelin bei seinem Vater, der in Badenweiler Pfarrer war. Danach besuchte er die Lateinschule in Müllheim. Im Alter von 16 Jahren nahm er 1776 eine Lehre als Kupferstecher in der Kunstschule Basel bei Christian von Mechel auf, die zehn Jahre dauerte.
1786 siedelte er zur Weiterbildung nach Rom über (vgl. Karl Philipp Moritz: Reise eines Deutschen in Italien, 1792/93, Zweiter Teil) und folgte bald einer Einladung von Jakob Philipp Hackert nach Neapel. 1790 kehrte er wieder nach Rom zurück. Ab dieser Zeit bildeten Naturmotive seinen künstlerischen Schwerpunkt. Seine Zeichnungen arbeitete er meist in Sepia aus; später malte er auch.
Während der Revolutionszeit war er 1798 und dann wieder von 1800 bis 1801 in Deutschland, wo er bei seinem letzteren Aufenthalt vor allem in der Dresdner Galerie arbeitete. Hier entstanden nach Claude Lorrain Landschaft mit der Flucht nach Ägypten und Acis und Galatea (1802). Die letzten 20 Jahre seines Lebens verbrachte er in Rom. Seit 1803 unterhielt er eine Werkstatt und Wohnung an der Piazza di Spagna. Dort zählte unter anderem 1805 Alexander von Humboldt zu seinen Gästen, dessen Skizzen von Gmelin in Kupfer gestochen wurden, so u. a. für Humboldts Essay- und Bildwerk Vues des Cordillières et monumens des peuples indigènes de l'Amérique (1810–13).
Unter seinen zahlreichen Stichen, nach eigenen Zeichnungen und besonders nach Claude Lorrain, Nicolas Poussin und Gaspard Poussin, hat Gmelin selbst den Reproduktionsstich (1804) der Mühle des Claude Lorrain/Il Molino di Claudio für sein Meisterstück erklärt. Dieses 1648 entstandene Bild Lorrains mit dem eigentlichen Titel Hochzeit von Isaak und Rebekka befindet sich im Palazzo Doria-Pamphilj in Rom – Gmelins Stich u. a. in Johann Wolfgang von Goethes Kunstsammlung.
Gmelin hat mehrere Maschinen, besonders für Kupferstecher, erfunden. Auch als Drechsler zeigte er große Fertigkeiten.
Sein Sohn Johann Georg Gmelin (1810–1854) war selbst ein geachteter Maler. Sein Bruder Karl Christian Gmelin (1762–1837) war Mineraloge und Botaniker.

## Jubiläumsausstellung
Aus Anlass des 250. Geburtstags des Künstlers veranstaltete das Kunstmuseum Hohenkarpfen vom 25. Juli bis zum 7. November 2010 die Ausstellung „Wilhelm Friedrich Gmelin – Veduten und Ideallandschaften der Goethezeit“.